# كأس الاتحاد الإنجليزي 1979–80
كأس الاتحاد الإنجليزي 1979–80 (بالإنجليزية: 1979–80 FA Cup)‏ هو الموسم 99 من  كأس الاتحاد الإنجليزي. الذي يشرف على تنظيمه الاتحاد الإنجليزي لكرة القدم، وفاز فيه وست هام يونايتد.